# Haruchika Noguchi
Haruchika Noguchi (1911-1976) est un Japonais, concepteur du Seitai, une médecine non conventionnelle fondée sur les capacités d'auto-guérison du corps humain.

## Biographie
Haruchika  Noguchi est né le second de neuf enfants dans le quartier Ueno du nord-est de Tokyo, le 7 septembre 1911. Le prénom donné à sa naissance est Kinjiro (« Fils puîné doré »). Noguchi le changea plus tard en Haruchika : Haru (晴 : ensoleillé, lumineux, semblable au printemps), et chika (哉), qui est une terminaison classique de prénom masculin.
Tout jeune, il a contracté la diphtérie et perdu temporairement l’usage de la parole. De deux à neuf ans, il a vécu auprès de son oncle acupuncteur et spécialiste d’herboristerie chinoise.
En 1947, Haruchika Noguchi épouse Akiko, fille de Fumimaro Konoe disparu tragiquement en décembre 1945 après avoir servi comme Premier ministre du Japon pendant la seconde guerre mondiale. En quittant la maison de son époux Duke Tadahide Shimazu et en divorçant pour épouser Noguchi, Akiko doit laisser derrière elle ses enfants. Noguchi divorce aussi pour l’épouser, mais ils devront confier à son ex-femme la garde de l’aîné de leurs enfants qui viendra les rejoindre à sa majorité.

## Parcours professionnel
C’est pendant son enfance que Noguchi a étudié le magnétisme (le mesmérisme) et l’hypnose, en s’y exerçant à partir de livres sur ces sujets :

Dès l’âge de huit ou neuf ans, j’ai été intéressé par l’hypnose et j’ai beaucoup lu à ce sujet. Pour redonner des forces à une personne faible, il me semblait qu’il n’y avait pas de meilleur moyen que de stimuler le pouvoir de l’esprit. On pourrait dire que j’avais la croyance inébranlable qu’il n’y avait pas de plus grand pouvoir que celui de l’esprit. J’étais totalement en accord avec le concept mesmérien du magnétisme animal et j’attendais l’opportunité de le tester. Quand j’étais en cours préparatoire à l’école primaire, l’enfant assis à côté de moi avait mal aux dents. Je l’ai soulagé en mettant ma main à l’endroit de la douleur. Dès lors, j’ai été convaincu que le ki humain a un pouvoir de guérison. J’ai su que dans ma vie j’aurais à donner forme à ce concept en transmettant aux autres ma façon de voir. À onze ans, j’avais une devise : « Si l’on a quelque chose en tête, cette chose arrive ». Je constatais qu’il valait mieux qu’une personne reçoive inconsciemment une suggestion, plutôt que de lui suggérer quelque chose ouvertement, et cela m’intriguait.

En septembre 1923, à l’âge de 12 ans, Noguchi a vécu le séisme de Kantō (qui affecta aussi Tokyo). Cette expérience a été pour lui déterminante. Mallory Fromm écrit :

La dévastation de Tokyo était si importante qu’il paraissait impossible de séparer les morts des vivants. Les corps étaient amenés à Hibiya Park près du Ginza (sorte de boulevard des Champs Elysées, au cœur de Tokyo) et placés partout où il y avait un endroit libre par terre. Noguchi alla au parc, passa de personne en personne, envoyant son qi avec ses doigts à l’intérieur de leurs oreilles. Les personnes qui montrèrent une réaction (comme un clignement de paupières ou un tressautement musculaire) étaient amenées dans des cliniques improvisées. Celles qui ne montraient aucune réponse étaient considérés comme décédées. Noguchi, alors âgé de treize ans, devint, sinon célèbre, du moins bien connu dans le centre-ville de Tokyo.

Noguchi n'a pas laissé de témoignage sur la période de sa vie entre 1923 et 1926, date de la création de son premier dojo. Akiko Noguchi évoque cette période comme un jardin secret que Noguchi ne partageait pas, même avec elle :

Il y a un blanc dans la vie de Sensei. Cette période se situe de l’âge de douze à seize ans.
Quand j’envisageais d’écrire sa biographie, je n’avais pas peur de commettre des impairs. Après tout, Sensei n’a pas vraiment besoin d’une biographie. Tous ses écrits témoignent de sa démarche spirituelle et émotionnelle. Ils sont la voix de son âme.
Je me suis surtout intéressée à la période de l’origine de sa pensée, celle qu’il appelait « Le Grand Éveil ». Bien que cela le fasse apparaître comme quelqu’un de très précoce, je ne pouvais que concevoir cette origine dans ces années non élucidées. Quelle en était la toile de fond ?
Sensei a commencé son autobiographie par les mots : « J’ai eu une enfance ordinaire. À l’âge de douze ans, j’ai vu les champs dévastés par le feu après le tremblement de terre. C’est la première fois que j’ai fait le yuki. » C’est tout ce qu’il avait à dire à propos de son enfance.
Néanmoins, nous partions parfois en voiture, et il me confiait des fragments de souvenirs. Quand je lui demandais de me parler de cette période entre douze et seize ans, il restait muet et nous continuions la route en silence. J’avais l’impression que c’était pour lui une période douloureuse, pleine de colère et de tristesse. J’étais incapable de continuer à lui poser des questions. Maintenant je réalise que j’aurais dû insister pour qu’il m’en dise plus. Mais c’est trop tard.
Sensei m’a dit : « J’ai attrapé la diphtérie quand j’avais deux ans, et j’ai perdu la parole. Entre deux et neuf ans, j’ai vécu chez mon oncle qui était acupuncteur. Lui et sa femme n’avaient pas d’enfant, et ils m’aimaient bien. Quand j’ai atteint neuf ans, ils ont eu un enfant et j’ai été renvoyé à la maison. »

Dans The Road I walked, Haruchika Noguchi a mentionné quelques disciplines qui l'ont fortement influencé :
À l’époque, il y avait bon nombre de thérapies manuelles originaires d’Amérique : l’ostéopathie, la spondylothérapie et la chiropraxie. Ensuite, il y avait les techniques japonaises : appaku ryojutsu [Pressure Therapy], jikyōjutsu [Self-strengthening Therapy], seikihō [Living Ki Method], ōatsubidōjutsu [The Art of Pressure by Micro-movement]. Toutes ces disciplines de soin par les mains me captivaient de la même façon que les approches mentales comme l’hypnose, l’autosuggestion, la psychanalyse et le cri hypnotique (kiaijutsu). Et pourtant, à l’époque je percevais qu’elles n’avaient rien à m’apprendre parce qu’elles n’étaient que des techniques qui ne permettent pas de se rapprocher de la vie.
Par la suite, Haruchika Noguchi a bénéficié d'autres influences pour la mise au point du « Noguchi Seitai » (voir la page Seitai) qu'il a pratiqué et enseigné après la seconde guerre mondiale.
En 1946, Noguchi a été invité à donner des conférences sur le seitai et le seitai sōhō à la Préfecture de Yamaguchi. Il a rassemblé ses notes et en publié un manuscrit sous le nom “A seitai sōhō reader” le 25 avril 1947. Il y est mentionné l’établissement de la Seitai Sōhō Kai sur les fondations de la Tokyo Holistic Practitioners Association. À la même époque il a finalisé les bases de sa « théorie des taiheki », conclusion de son étude des caractéristiques de la personnalité individuelle telles qu’elles se manifestent à travers la posture et le mouvement.
Après le procès à Tokyo des crimes de guerre, Noguchi a approché les autorités américaines d’occupation pour offrir aux criminels de guerre de « classe 3 » (“class C” pour les Américains ) une chance d’éviter la prison en faisant un travail expiatoire de service public. Ils pouvaient rejoindre son association et pratiquer bénévolement le seitai parmi les populations pauvres. La vue de ces anciens généraux et amiraux pratiquant de la médecine à main nue dans les quartiers en ruines a donné à l’association à la fois un poids et une aura aux yeux du public.
Noguchi avait la ferme conviction que la qualité de la vie est plus importante que sa durée. Il disait souvent que « celui qui vit avec joie et vigueur jouit d’un sommeil tranquille. » Le concernant, c’était vrai au quotidien comme dans la perspective d’une mort sans regrets. Il a fumé et bu sans compter et il est mort jeune.
Akiko Noguchi lui a survécu 28 ans. Elle a été présidente de la Seitai Kyōkai à partir de 1976 jusqu’à son décès en 2004. En 2019, le Conseil d’Administration de cette société compte encore parmi ses membres l’ex-Premier Ministre Morihiro Hosokawa.
En France, son enseignement a été partiellement transmis par Itsuo Tsuda en faisant connaître un de ses fondements, le Katsugen Undō pratiqué « sans connaissance, sans technique et sans but ».

## Ouvrages
Noguchi n’a jamais à proprement parler écrit de livres, mais plutôt rassemblé ses notes de conférences. Dès juin 1948, il a commencé à publier la transcription de ses discours en fondant le magazine Zensei (全生). Le Zensei Quartely (全生 季刊) n’eut qu’un numéro, en 1963. Il fut remplacé par le Gekkan Zensei (月刊 全生), magazine mensuel publié depuis 1964.
Les ouvrages suivants sont des compilations de notes collectées par les étudiants de Haruchika Noguchi.
- (en) Order, Spontaneity and the Body by Haruchika Noguchi. Tokyo, Japan, Zensei, 1985, paperback.  (ISBN 4-915417-00-X).
- (en) Colds and their Benefits by Haruchika Noguchi. Tokyo, Japan, Zensei, 1986, paperback.  (ISBN 4-915417-01-8).
- (en) Scolding and Praising by Haruchika Noguchi. Tokyo, Japan, Zensei, 1991, paperback.  (ISBN 4-915417-02-6).